# Convergence harmonique
La convergence harmonique est un rassemblement du courant New Age qui se déroula les 16 et 17 août 1987 en différents points de la planète, sites religieux ou lieux réputés pour leur qualité ésotérique particulière. 
Selon les sources, la date fut choisie soit parce qu’elle représentait la fin d’un cycle de 26 000 ans basé sur une interprétation du calendrier Maya (la révolution du soleil autour des Pléiades), soit parce que cette date était celle où plusieurs planètes du système solaire se seraient trouvées dans un alignement particulier.

## Objectifs
L’objectif de ce rassemblement était de rassembler 144 000 personnes afin de provoquer un changement collectif, un moment charnière dans l’évolution de la Terre. 
Bien que certains des participants ont cru voir dans les changements politiques de la fin des années 1980 des effets de la convergence harmonique, beaucoup d’autres furent déçus des résultats, ce qui marqua un changement dans les directions du mouvement New Age au début des années 1990 qui prit alors la forme d'une démarche plus personnelle de bien-être . 
Si les effets ne furent pas au rendez-vous, cet événement contribua cependant à faire connaître le courant New Age au grand public. Il reste à ce jour l’événement le plus marquant de la culture New Age. Plusieurs tentatives de le reproduire par la suite n’ont pas abouti à la même mobilisation (comme le rassemblement « harmonic concordance » en 2003).
En 1987, de 3 000 à 5 000 personnes furent rassemblées au Mont Shasta aux États-Unis.

## Les lieux du rassemblement
Les participants se rassemblèrent entre autres au Mont Shasta, à Stonehenge, à Sedona en Arizona, à Bolinas, à Haleakalā, à Crestone, dans le Colorado, et la journée du 17 s’y déroula en chants, méditations, danses et rituels divers. 